# Otto Herman Delbanco
Otto Herman Delbanco (19. januar 1821 i København – 2. august 1890) var en dansk musikforlægger, boghandler og redaktør.
O.H. Delbanco blev født i en oprindeligt jødisk slægt i København som søn af overretsprokurator, senere kancelliråd Moses Delbanco (1784-1848) og Beate Kaikar (1784-1859), der imidlertid var konverteret til kristendommen. 1839 blev han student fra Borgerdydskolen i København, tog juridisk embedseksamen i 1844 og først derefter kastede den seriøst indstillede Delbanco sig over erhvervet som musikforlægger. Han var på studierejse i Tyskland, bl.a. hos Friedlein & Hirsch i Leipzig, hvor han også mødte sin kommende hustru. I 1846 indgik han kompagniskab med Carl Christian Lose den yngre, der var født ind i en musikforlæggerfamilie som søn af Carl Christian Lose den ældre. Lose var allerede i 1842 vendt hjem fra et ophold i Leipzig hos Breitkopf & Härtel. Til gengæld følte den hidtidige ejer, P.W. Olsen (1791-1859), ikke, at der var plads til ham i den omdannede virksomhed (C.C. Lose & Delbanco) og han gik solo med sit eget musikforlag.
Efter at have etableret egen virksomhed vendte Delbanco tilbage til Leipzig, hvor han den 19. maj 1847 blev gift med Pauline Antonie Auguste Plätzer (31. juli 1823 i Leipzig – 3. august 1904 i København), datter af hotelejer Johan Christian Plätzer (1783-1873) og Caroline Wilhelmine Coith (1783-1850).
C.C. Lose & Delbanco solgte noder for klaver, soloromancer for sang med akkompagnement eller mindre akkompagnerede stykker for violin eller fløjte. Også den dramatiske musik og dansene var bestandig en central vare, og man kan for en række stykkers vedkommende se en høje sammenhæng mellem opførelser på Det Kongelige Teater og udgivelsen af musikken hos C.C. Lose & Delbanco. I 1848 udvidede Lose og Delbanco forretningen med salg af bøger, i 1854 var de medstiftere af Forlagsbureauet og i 1859 var Lose og Delbanco initiativtager til oprettelsen af ugebladet Illustreret Tidende. Delbanco blev redaktør for bladet, lejlighedsvis assisteret af Lose, og var (anonymt) redaktør indtil 1880. Han trak sig klogt tilbage, da han kunne se, at nye kunstneriske kræfter, bl.a. knyttet til Det Moderne Gennembrud, var på vej.
I 1864 forlod Delbanco musikforlaget, som indtil 1871 blev videreført af C.C. Lose. Senere blev det kendt som Wilhelm Hansen. Delbanco fortsatte som forlægger.
Delbanco er også kendt som en boghandler, der var fuld af initiativ på standens vegne. Samme år som han blev boghandler, optoges han i Boghandlerforeningen, hvis formand han var 1853 og 1854, han var sekretær ved de fire skandinaviske boghandlermøder og fremsatte som den første ideen om oprettelse af de danske boghandleres hjælpekasse 1856. Han deltog i ledelsen af denne til sin død, stærkt optaget af at afhjælpe nød hos sine kolleger. I 1854 begyndte Delbanco udgivelsen af Dansk Boghandler-Tidende, der efter det skandinaviske boghandlermøde i Stockholm 1866 blev omdøbt til Nordisk Boghandlertidende, og som ved hans død 1890 blev overtaget af Boghandlerforeningen. Til Boghandlerforeningens 50 års jubilæum 1887
skrev han dens festskrift med en fremstilling af dens historie og med biografier af dens medlemmer.
Hans levende musikinteresse førte ham desuden ind i Musikforeningen, hvor han også sad i bestyrelsen. Han blev Ridder af Dannebrog i 1886.
Han er begravet på Kalundborg Kirkegård og er bl.a. gengivet i stik af A. og Th. Weger i Leipzig 1891.